# Fernando de Valenzuela y Enciso
Fernando de Valenzuela y Enciso (Nàpols, 5 de gener de 1636 - Mèxic, 7 de febrer de 1692) fou un polític castellà. Nascut a terres napolitanes perquè el seu pare tenia un càrrec al virregnat. Va ser favorit de la reina regent Marianna d'Àustria i valido durant el regnat de Carles II.
Casat el 1661 amb María Ambrosia de Uceda, dama al servei de la reina Marianna d'Àustria. Mentre participava en els terços de Felip IV i la reina s'interessà pel marit de la seva criada. D'aquesta manera Valenzuela aconseguí introduir-se a la cort i convertir-se en favorit de la reina. Valenzuela transmetia a la reina les xafarderies de la cort, per la qual cosa fou anomenat El Duende de Palacio; amb el temps també arribà a ser el confident del primer valido de la reina Juan Everardo Nithard.
Amb la caiguda de Nithard de la vida política per acció del fill bastard de Felip IV, Joan Josep d'Àustria, Valenzuela va assolir una posició encara més alta gràcies a la confidència amb la reina. Amb els anys reuní càrrecs, honors i beneficis. Els seus actes eren deshonestos i es basaven en suborns i venda de càrrecs públics, a més de mantenir content el poble de Madrid a través de festes i assegurar la seva subsistència. Arribà a ser secretari de Carles II, gràcies a l'acció de la reina, i de fet actuava com a primer ministre; també se li atorga el títol de marquès de Villasierra el 1675 i la grandesa d'Espanya el 1676.
Enemistat amb moltíssims nobles; les primeres veus en contra del seu validatge foren les del cardenal d'Aragó que va advertir a la reina, però aquesta, que era còmplice de Valenzuela, no en feu cas. No obstant, els problemes de Valenzuela i de la reina començaren amb la declaració de majoria d'edat de Carles II, el 1675, i molts nobles començaren a conspirar contra el privat, car ell i la reina planejaven allargar més la regència que, finalment, de facto continuà. Tanmateix, actuà de nou, sota l'empar dels nobles cortesans, Joan Josep d'Àustria, en una nova acció militar sobre Madrid el 1677, detingué i condemnà a mort a Valenzuela, a més de confiscar-li tots els seus béns. No obstant, la pena final fou finalment deu anys de desterrament a les illes Filipines, que formaven part del Virregnat de la Nova Espanya. Havent-se comunicat prèviament amb el virrei de la Nova Espanya, el 1689 acabà traslladant-se al continent americà, a Mèxic.